# Carl Koblauch
Carl Koblauch (* 19. März 1923 in Kopenhagen; † 1. Januar 1951 in Shepparton) war ein dänischer Bahnradsportler.
Carl Koblauch war einer der erfolgreichsten dänischen Bahnradsportler in den 1940er Jahren. Zweimal wurde er dänischer Meister im Sprint der Amateure, viermal bei den Profis. Den Grand Prix Kopenhagen gewann er 1943 bei den Amateuren und 1944 bei den Profis.
Am 1. Januar 1951 startete Koblauch bei einem Neujahrs-Meeting auf der Radrennbahn von Shepparton bei Melbourne in Australien. Nach dem Sieg bei einem Rennen wurde er hinter der Ziellinie aus der Kurve der Bahn getragen, prallte gegen einen Lichtmast und starb sofort. Er wurde 27 Jahre alt. 